# サムライエース
『サムライエース』は、株式会社KADOKAWAが2012年より2013年まで発行していた隔月刊漫画雑誌。編集は角川書店ブランドカンパニー。『ヤングエース』の増刊。発売日は偶数月26日だった。

## 概要
創刊号の巻頭言によれば、雑誌名の「サムライ」は武士の意味ではなく日本人という意味で使っており、熱く元気な日本人を主人公とした、『歴史』+『和』のエンターテイメントコミック誌として充実させていくとのことであった。
読者対象は30代から40代の男性をメインターゲットとしており、他紙と異なりコミックにもルビが振られていない。創刊号のキャッチフレーズ「立てよ日本人！（サムライ）」は、富野由悠季作品の『機動戦士ガンダム』の中から拝借しアレンジしたもの。第1号刊行に合わせ、小説家の福井晴敏が寄稿している。
総ページは450ページ程度で平綴であり、表紙・装丁は『ヤングエース』増刊ではあるが『ガンダムエース』に似たデザインとなっており、創刊編集長は月刊誌『ガンダムエース』と月刊誌『ニュータイプエース（ガンダムエース増刊誌）』の編集長を務めた石脇剛が務めた。
創刊ラインナップは、安彦良和の『ヤマトタケル』がメイン連載に据えられ、それに合わせ同じ安彦の古代史作品である『ナムジ』を掲載しているほかは、原作が角川文庫・角川書店刊行の『小説 野性時代』連載中の作品などのコミカライズ作品が中心であった。2008年に廃刊した『時代劇漫画 刃-JIN-』（小池書院）において連載されていた『夢源氏剣祭文』が移籍しラインナップに加わっている。
2013年4月以前は角川書店発行、角川グループパブリッシング発売、2013年7月からは角川書店発行、KADOKAWA発売となっていたが、2013年10月1日に株式会社角川書店が角川グループの再編により株式会社KADOKAWAに吸収合併され、角川書店はブランドカンパニー（事業部制、社内カンパニー制）となったため、株式会社KADOKAWA発行、編集角川書店と表記されている。
2013年12月26日発売のVol.10をもって休刊を発表した。連載作品は別媒体での継続などの形を取る一方、休刊と同時に終了とした作品もある。

### 休刊後の連載作品の動向
『サムライエース』Vol.10の535頁にて、休刊における編集部のあいさつともに今後の動向が発表された。
- Nemuki+（朝日新聞出版）へ移籍
  - 漆黒の仁

- 再開予定・移籍掲載媒体未定
  - ヤマトタケル　※コミックウォーカーに移籍
  - 光圀伝　※コミックウォーカーに移籍
  - 沙門空海 唐の国にて鬼と宴す　※映画化プロジェクトと連動で再開予定

- 時期未定、移籍先検討
  - 元寇合戦記 アンゴルモア（第一部完）　※コミックウォーカーに移籍
  - 弦月に哭く-伊達政宗於慶長出羽合戦-
  - 夢源氏剣祭文

- Vol.10にて連載終了（りゃんこきっちんのみVol.8で終了）
  - ホクサイと飯　※続編（正確には前日譚）の『ホクサイと飯さえあれば』が『ヤングマガジンサード』にて連載
  - シャウト～新選組
  - りゃんこきっちん
  - 芙蓉千里
  - 死舞能
  - 子どもと十字架-天正遣欧少年使節-
  - 妻はくノ一（第一部完、以降未定）

- 単行本にて完結
  - 人類資金

## 発行人
- 初代（2012年Vol.1 - 2013年Vol.8）- 井上伸一郎
- 第2代（2013年Vol.9 - Vol.10） - 山下直久

## 編集人
- 初代（2012年Vol.1 - 2013年Vol.8） - 古林英明
- 第2代（2013年Vol.9 - Vol.10） - 渡辺啓之

## 連載漫画
- 作品名の順番に関しては連載開始順に従い、その次に連載開始号の掲載順に従う。
- 読み切り作品、集中連載は除く。

|  |

|    | 作品名                              | 作者（作画） | 原作者など           | 開始                         | 終了                         | 注記                                                                                   |
| -- | ----------------------------------- | ------------ | -------------------- | ---------------------------- | ---------------------------- | -------------------------------------------------------------------------------------- |
| 1  | 光圀伝                              | 三宅乱丈     | 冲方丁（原作）       | 2012年Vol.1号 2012年6月26日  | 休刊まで                     |                                                                                        |
| 2  | ヤマトタケル                        | 安彦良和     | －                   | 2012年Vol.1号 2012年6月26日  | 休刊まで                     |                                                                                        |
| 3  | 沙門空海唐の国にて鬼と宴す          | 大西美生子   | 夢枕獏（原作）       | 2012年Vol.1号 2012年6月26日  | 休刊まで                     |                                                                                        |
| 4  | シャウト～新選組                    | 下元智絵     | デビッド宮原（原作） | 2012年Vol.1号 2012年6月26日  | 休刊まで                     |                                                                                        |
| 5  | ホクサイと飯                        | 鈴木小波     | －                   | 2012年Vol.1号 2012年6月26日  | 休刊まで                     | 2015年より『ヤングマガジンサード』にて前日譚となる『ホクサイと飯さえあれば』を連載中。 |
| 6  | 芙蓉千里                            | 梶原にき     | 須賀しのぶ（原作）   | 2012年Vol.1号 2012年6月26日  | 休刊まで                     |                                                                                        |
| 7  | 御猫同心捕物控                      | 吉川景都     | －                   | 2012年Vol.1号 2012年6月26日  | 休刊まで                     |                                                                                        |
| 8  | 夢源氏剣祭文                        | 皇なつき     | 小池一夫（原作）     | 2012年Vol.1号 2012年6月26日  | 休刊まで                     | 『時代劇漫画 刃-JIN-』より移籍 仕切り直して第1話から開始                               |
| 9  | 子どもと十字架 -天正遣欧少年使節-   | 吉川景都     |                      | 2012年Vol.2号 2012年8月25日  | 休刊まで                     |                                                                                        |
| 10 | 弦月に哭く -伊達政宗-於慶長出羽合戦 | 堤義貞       |                      | 2012年Vol.3号 2012年10月26日 | 休刊まで                     |                                                                                        |
| 11 | 朱黒の仁                            | 槇えびし     |                      | 2012年Vol.3号 2012年10月26日 | 休刊まで                     | 『コミック怪』より移籍                                                                 |
| 12 | 妻は、くノ一                        | 黒百合姫     | 風野真知雄（原作）   | 2012年Vol.3号 2012年10月26日 | 休刊まで                     | 本格連載はVol.4号から                                                                  |
| 13 | 凜々と咲く八重の桜                  | 久木ゆづる   | 山本むつみ（原案）   | 2013年Vol.4号 2012年12月26日 | 2013年Vol.9号 2013年10月26日 |                                                                                        |
| 14 | アンゴルモア 元寇合戦記             | たかぎ七彦   | －                   | 2013年Vol.5号 2013年2月26日  | 休刊まで                     |                                                                                        |
| 15 | 死にたがりの獅子―山川大蔵 幕末異聞― | 如月弘鷹     | －                   | 2013年Vol.5号 2013年2月26日  | 2013年Vol.8号 2013年8月26日  |                                                                                        |
| 16 | 耳伏-江戸城中隠密譚-                | 琥狗ハヤテ   | －                   | 2013年Vol.5号 2013年2月26日  | 休刊まで                     | 本格連載はVol.6号より                                                                  |
| 17 | りゃんこきっちん                    | 下元智絵     | －                   | 2013年Vol.6号 2013年4月26日  | 休刊まで                     | 『電撃コミック ジャパン』より移籍                                                      |
| 18 | 人類資金                            | 武善仁       | 福井晴敏（原作）     | 2013年Vol.6号 2013年4月26日  | 休刊まで                     | 本格連載はVol.7号より                                                                  |

## 読み切り
- 討鬼伝ヲニウチ（漫画：彩乃浦助、原作：コーエーテクモゲームス、シナリオ協力：ディッフェンドルファー太郎、2013年Vol.7号掲載）
- 死舞能（原作：大塚英志、漫画：谷岡曜子、2013年Vol.8・9号掲載）　※コミック怪から出張掲載